# Женевиль, Жанна, 2-я баронесса Женевиль
Жанна де Женевиль или Джоанна де Жуанвиль (англ. Joan de Geneville, фр. Jeanne de Joinville; 2 февраля 1286, замок Ладлоу, Шропшир, Королевство Англия — 19 октября 1356, Кингс-Стенли, Глостершир, Королевство Англия) — англо-французская аристократка, наследница английской ветви Жуанвилей, 2-я баронесса Женевиль в своём праве (suo jure). Жена Роджера Мортимера, 1-го графа Марча.

## Биография
Жанна де Женевиль родилась в 1286 году в семье Пьера де Жуанвиля (Пирса де Женевиля) и Жанны де Лузиньян. Её отец принадлежал к знатному шампанскому роду, был сыном и наследником Жоффруа де Женевиля, 1-го барона Женевиля, владевшего обширными землями во Франции, в Валлийской марке и Ирландии. Жанна стала старшим ребёнком, после неё родились ещё две девочки — Матильда и Беатриса. Пьер умер в 1292 году, при жизни отца, так что его наследницами стали дочери. На женщин право первородства не распространялось, то есть владения Женевилей следовало разделить на три равных части; чтобы избежать такого раздела, барон Жоффруа отдал Матильду и Беатрису в монастырь, и Жанна стала единственной наследницей.
20 сентября 1301 года, в возрасте 15 лет, Жанна вышла замуж за Роджера Мортимера, старшего сына Эдмунда Мортимера, 2-го барона Вигмора, и Маргарет де Фиенн. Роджер был наследником одного из самых могущественных родов Валлийской марки, и брак с наследницей Женевилей был очень выгоден для него, так как позволял в перспективе существенно расширить владения в этом регионе и закрепиться в Ирландии. В 1304 году Роджер стал 3-м бароном Вигмор, а Жанна — баронессой. В 1308 году Жоффруа де Женевиль передал мужу внучки управление своими ирландскими землями. В 1314 году он умер, и все его владения в Ирландии и Англии перешли к супругам Мортимерам (земли во Франции Жоффруа прежде передал младшему сыну).
Известно, что Жанна сопровождала мужа в его поездках из Валлийской марки в Ирландию и обратно, и что за первые 17 лет замужества она родила 12 детей. Биограф Роджера Иэн Мортимер предположил, основываясь на этом, что у супругов были более близкие и нежные отношения, чем это было принято у аристократов XIV века. Историк описывает этот союз как «взаимовыгодное средневековое партнерство».
В 1321 году Мортимер примкнул к баронам, восставшим против короля Эдуарда II и его фаворитов Диспенсеров. После поражения он оказался в заключении в Тауэре. Жанну тоже бросили в тюрьму, причём держали отдельно от мужа. Её земли конфисковали, сыновей разослали по отдалённым замкам, а дочерей — по монастырям. В 1323 году Роджер бежал и нашёл убежище во Франции. Жанну позже отправили в Хэмпшир, где держали под домашним арестом, а в апреле 1325 года — в замок Скиптон в Йоркшире. Не позже 1325 года её муж стал любовником жены Эдуарда Изабеллы Французской, с которой встретился в Париже. Осенью 1326 года он высадился в Англии с войском, сверг Эдуарда II и возвёл на престол его юного сына Эдуарда III. С этого момента Мортимер был фактическим правителем Англии и открыто сожительствовал с королевой.
Отношения между Роджером и супругой оставались внешне корректными. Жанна получила свободу и свои владения, с 1328 года она носила по мужу титул графини Марч, Роджер регулярно отправлял ей подарки. В 1328 и 1329 годах Мортимеры сыграли в Ладлоу две двойных свадьбы, выдав замуж четырёх своих дочерей; на эти торжества приезжала королева, и Мортимер, чтобы не жить под одной крышей с женой и любовницей, построил в замке ещё одно жилое здание. Практически всё свое время он проводил с Изабеллой в Лондоне и других королевских резиденциях, тогда как Жанна оставалась в Валлийской марке. 
В октябре 1330 года Роджер был арестован по приказу короля, осуждён как изменник и казнён. Жанну в связи с этими событиями тоже обвинили в государственной измене, но в 1336 году она была помилована и получила свои владения. Быть баронессой Мортимер и графиней Марч она перестала, так как эти титулы были конфискованы у её мужа. Только в 1354 году, когда внук Жанны Роджер добился аннулирования приговора, вынесенного Роджеру-деду, оба титула были восстановлены. Жанна умерла спустя два года и была похоронена в Вигморском аббатстве, в родовой усыпальнице Мортимеров.

## Дети
В браке Жанны и Роджера Мортимера родились четверо сыновей и 11 дочерей, в том числе:
- Эдмунд Мортимер (1302/05—1331), жена — Елизавета де Бэдлсмир. Их сын Роджер унаследовал восстановленный титул деда и стал 2-м графом Марчем.
- Маргарет Мортимер (1304—1337), муж — Томас де Беркли, 3-й барон Беркли[20].
- Роджер Мортимер (1305/06 — 1328)[21].
- Мод Мортимер (1307 — после 1345), муж — Джон Черлтон, 2-й барон Черлтон[22].
- Джеффри Мортимер (1309—1372/6). В 1337 году покинул Англию и уехал в Аквитанию. С этих пор известен как Жоффруа де Мортемер. Был единственным наследником своей бабки Жанны де Лузиньян, от которой унаследовал сеньорию де Куе. Родоначальник французского рода Мортемеров.
- Джон Мортимер (1310—1328)
- Джоан Мортимер (1311/3—1337/51), муж — Джеймс Одли, 2-й барон Одли[23].
- Изабелла Мортимер (1311/3 — после 1327).
- Екатерина Мортимер (1311/3—1369), муж — Томас де Бошан, 11-й граф Уорик[24].
- Агнесса Мортимер (1315/21—1368), муж — Лоуренс Гастингс, 1-й граф Пембрук[25].
- Беатриса Мортимер (1315/21—1383), первый муж — Эдуард Норфолкский; второй муж — сэр Томас Брюес[26].
- Бланка Мортимер (1314/22—1347), муж — Питер де Грандисон, 2-й барон Грандисон.